# Répliques de la statue de la Liberté

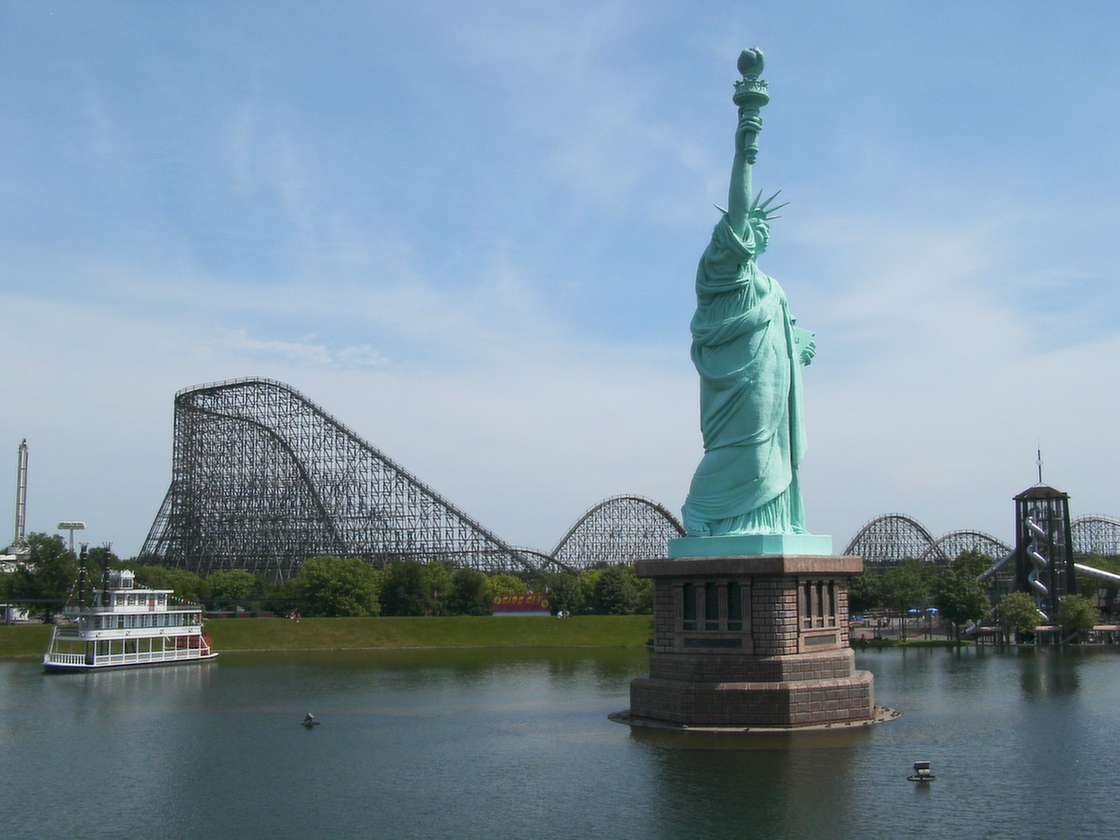
Heide-Park, Basse-Saxe, Allemagne.

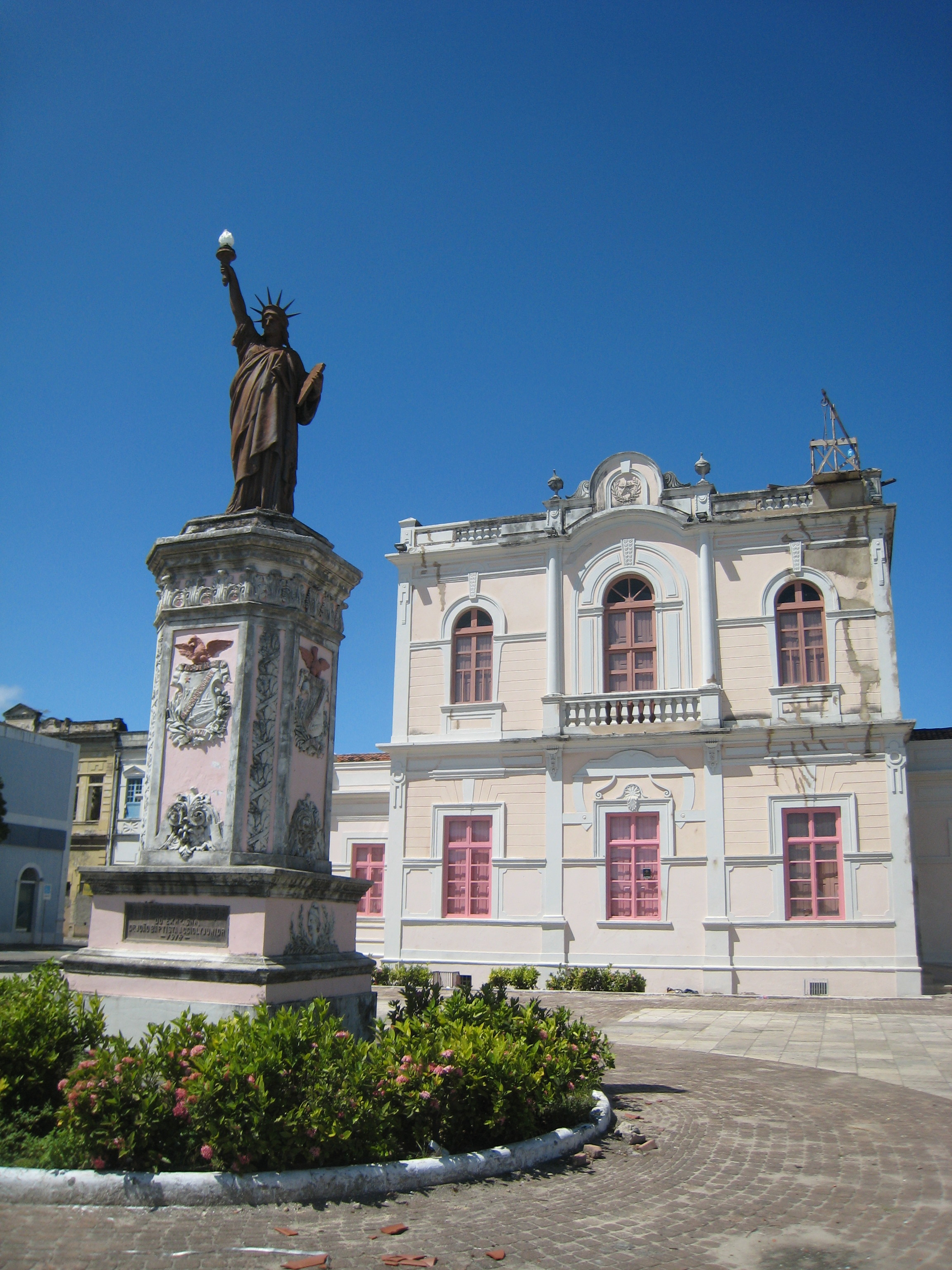
Maceió, Alagoas, Brésil.

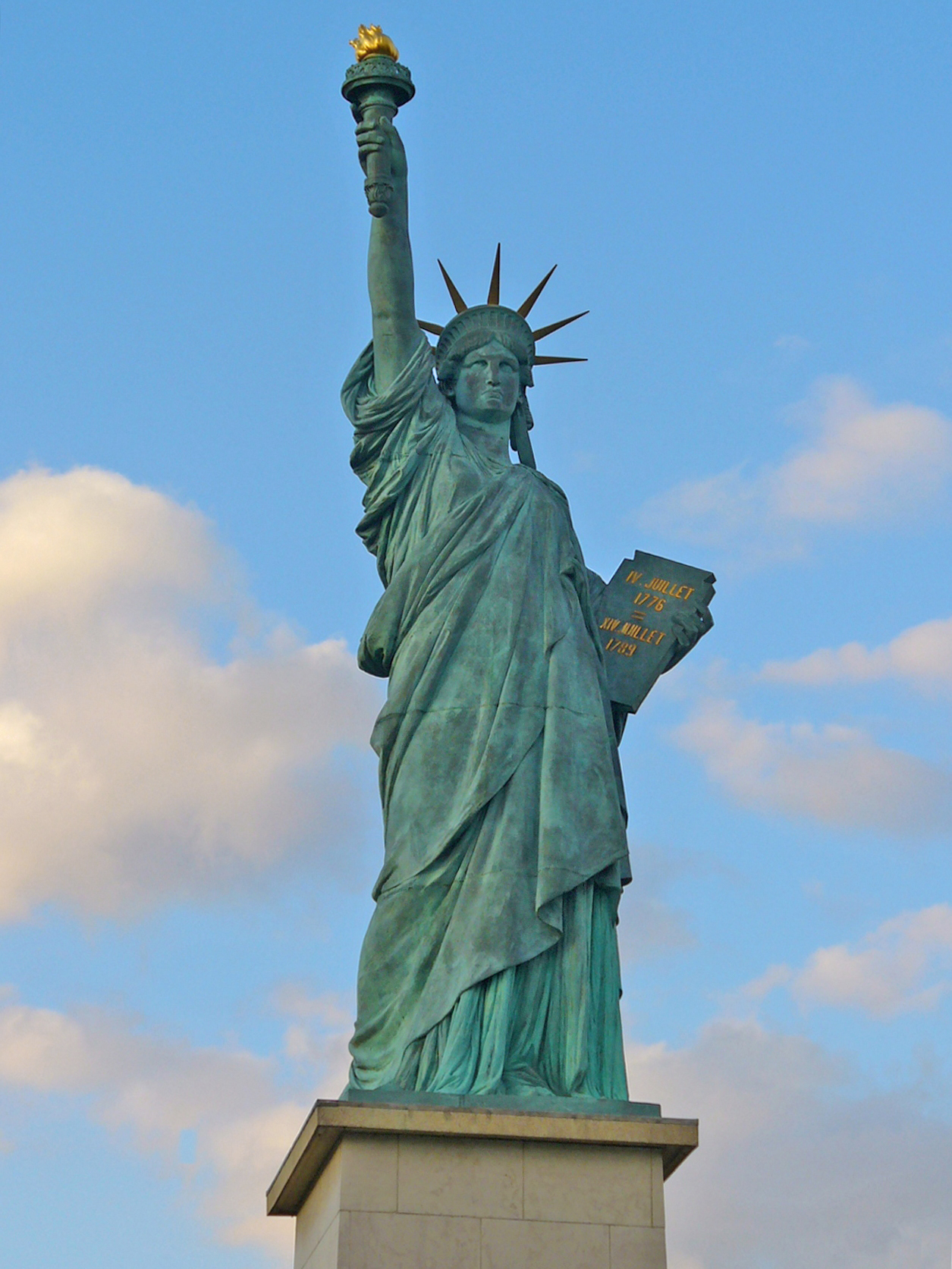
Île aux Cygnes, Paris, France.

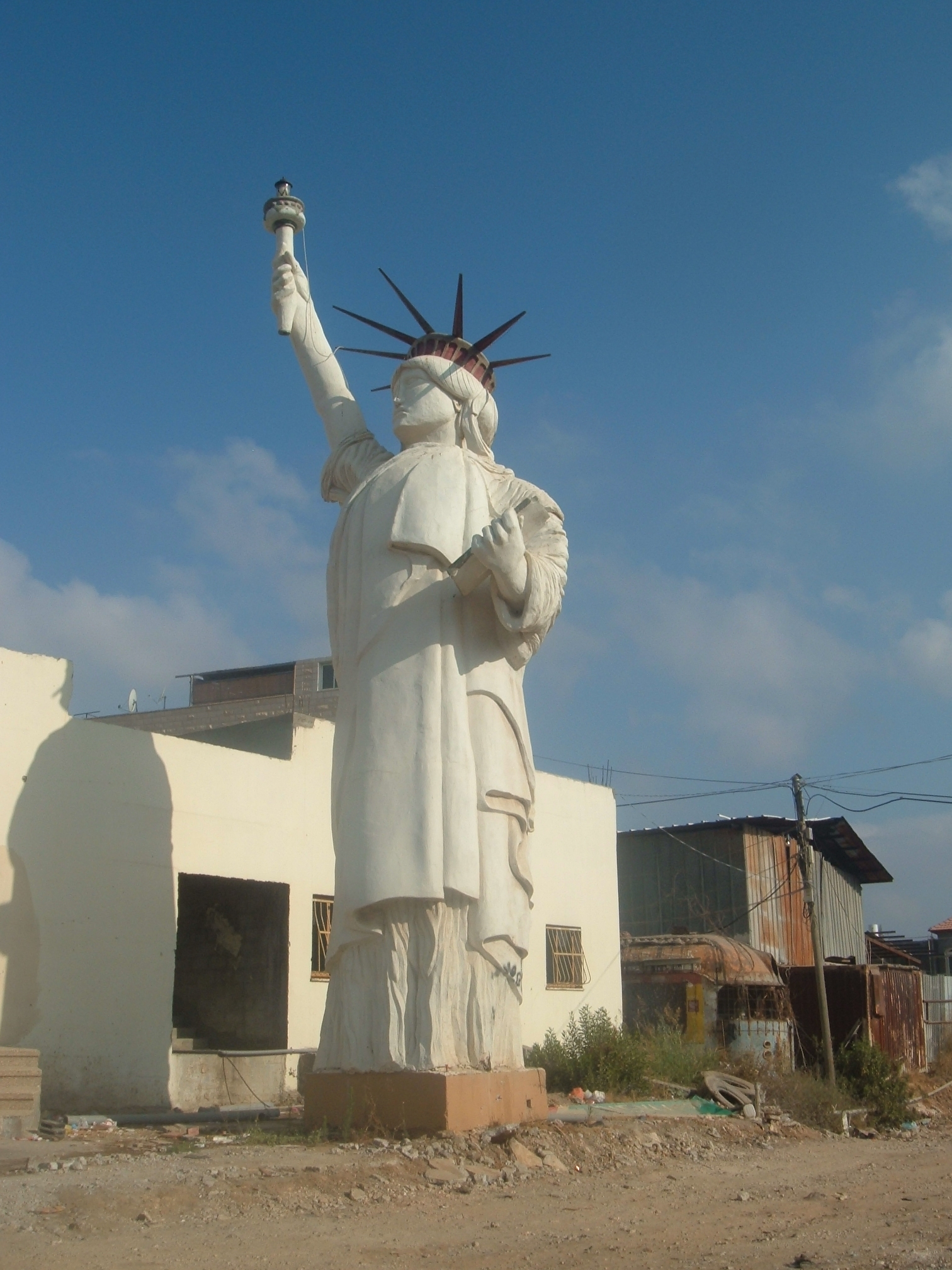
Arraba, Israël.

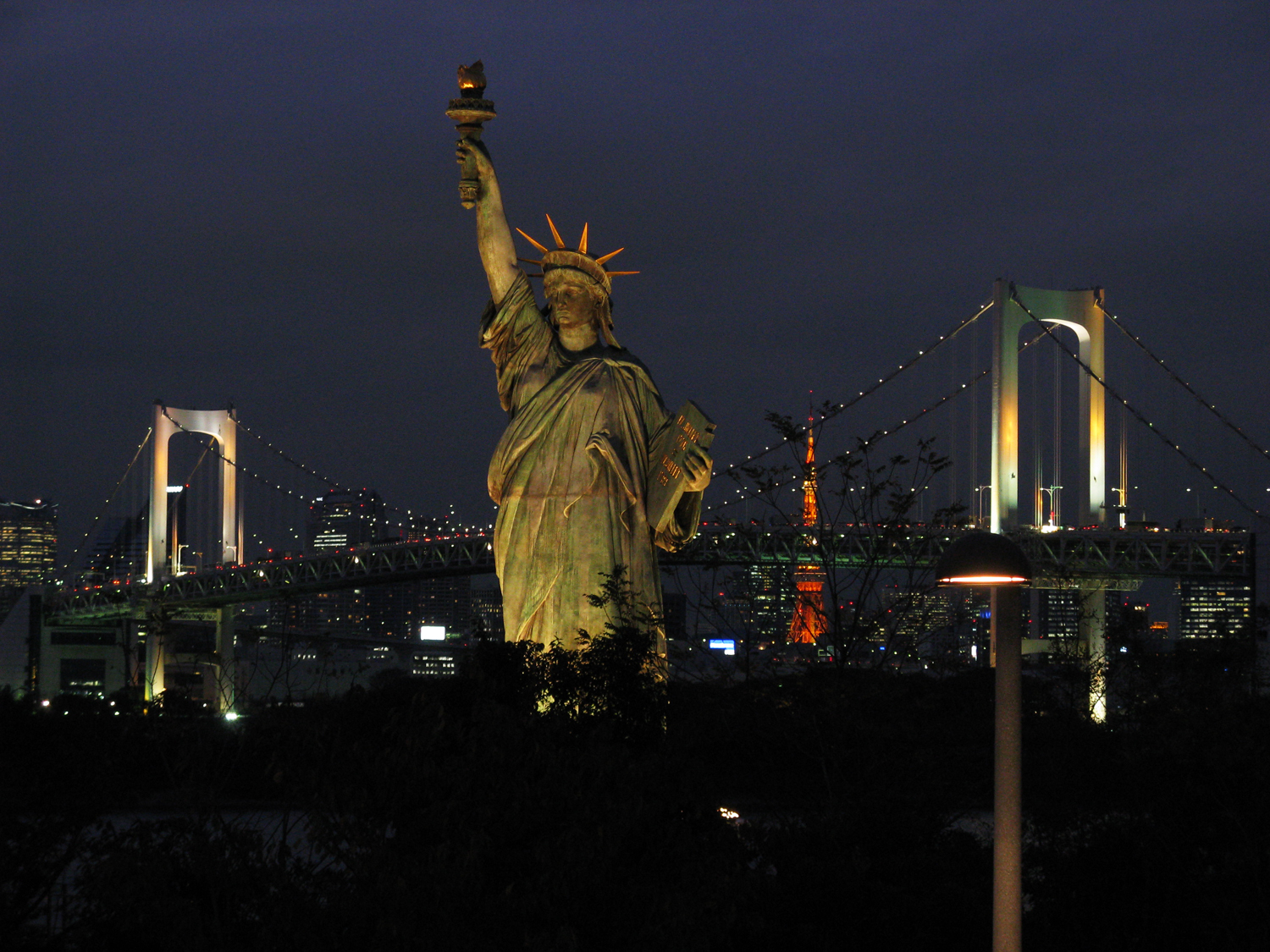
Odaiba, Tokyo, Japon.

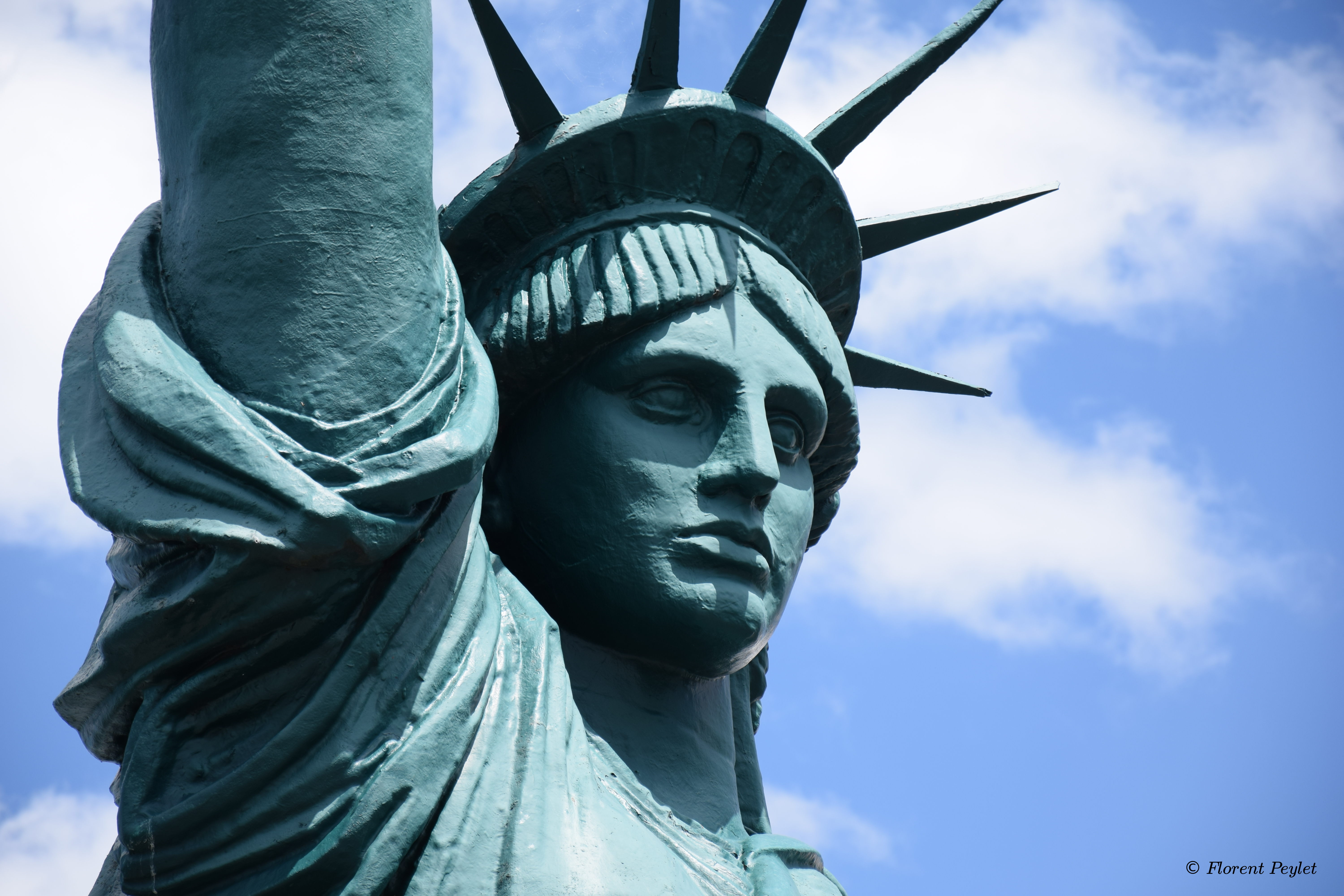
À l'Armada de Rouen, en 2019.

Cet article recense les répliques de la statue de la Liberté.
La statue de la Liberté est l'un des monuments les plus célèbres de New York, aux États-Unis. Son caractère universel d'allégorie de la liberté lui a conféré une notoriété à l'échelle mondiale. Pour cette raison, de très nombreuses répliques du monument, de taille plus ou moins importante, ont été érigées depuis son inauguration en 1886.

## Amérique

### Argentine
- Buenos Aires : plaza Barrancas de Belgrano, Belgrano. Petite réplique en fer réalisée par Bartholdi dans le même moule qu'une des répliques de Paris. Elle est acquise par la municipalité dans les années 1910.

### Brésil
- Belém, Pará : petite réplique en face d'un magasin Belém Importados, près de la zone portuaire.
- Curitiba, Paraná : grande réplique sur le parking d'un centre commercial Havan dans la banlieue de la ville, ouvert en 2000 (25° 27′ 50″ S, 49° 15′ 08″ O)
- Maceió, Alagoas : petite réplique en face d'un immeuble bâti en 1869 comme siège du conselho provincial et abritant actuellement le museu da imagem e do som de Alagoas (9° 40′ 22″ S, 35° 43′ 20″ O). Peut-être produite par la fonderie d'art du Val d'Osne[1] en France : de l'autre côté du musée, la praça Lavenere Machado héberge quatre statues d'animaux sauvages, l'un d'eux portant le nom de la fonderie. Les cinq statues semblent d'un âge et d'un matériau similaire, probablement contemporaines de la statue de la Liberté originale
- Rio de Janeiro, Rio de Janeiro :
  - Centre commercial New York City Center, Barra da Tijuca : la réplique trône à l'entrée du centre (22° 59′ 57″ S, 43° 21′ 38″ O).
  - Praça Miami, Bangu (22° 51′ 24″ S, 43° 29′ 33″ O) : réplique en nickel réalisée par Bartholdi en 1899, sur commande de José Maria da Silva Paranhos Júnior pour le 10e anniversaire de la république du Brésil. La statue reste propriété de la famille Paranho jusqu'en 1940 avant de revenir à l'État de Guanabara. Le 20 janvier 1964, le gouverneur du Guanabara Carlos Lacerda place la statue à son emplacement actuel[2].

### Équateur
- Guayaquil, Guayas : petite réplique qui donne le nom de « New York » à un quartier de la Valle Alto.

### États-Unis
- Les Boy Scouts of America célèbrent leur 40e anniversaire en 1950 sur le thème « Strengthen the Arm of Liberty »[3]. Entre 1949 et 1952, environ 200 répliques de la statue, en cuivre et de 2,5 m de hauteur pour 130 kg, sont achetées par les troupes des Boy Scouts et données à 39 états des États-Unis, ainsi que plusieurs territoires. Le projet est initié par l'homme d'affaires de Kansas City J.P. Whitaker. Les statues sont fabriquées par Friedley-Voshardt Co. (Chicago, Illinois) et achetées par l'intermédiaire du bureau scout de Kansas City, pour 350 $ hors frais de transport. Ces statues ne sont pas d'une qualité artistique formidable ni très précises (un conservateur note que « leur visage n'est pas aussi mûr que celui de la vraie Liberté. Il est plus rond et ressemble plus à celui d'une petite fille »), mais elles sont appréciées, particulièrement depuis les attentats du 11 septembre 2001. Beaucoup sont perdues ou détruites, mais une centaine d'entre elles sont répertoriées ; le BSA Troop 101 de Cheyenne, Wyoming, a relevé des photographies de plus de 100 d'entre elles[4].

- Burns, Oregon : petite réplique dans un coin de Washington Park
- Buffalo, New York : deux répliques de 9 m en cuivre au sommet du Liberty National Bank Building[5], à 100 m au-dessus du sol[6]
- Cap-Girardeau, Missouri : petite réplique sur le Freedom Corner de Capaha Park, Broadway et West End Boulevard.
- Dalton; Géorgie : petite réplique sur un piédestal sur Walnut Avenue.
- Dauphin, Pennsylvanie : réplique de 8 m sur un ponton de l'ancien pont de Marysville (en), construite par Gene Stilp en 1986. Détruite par un orage 6 ans plus tard, elle est reconstruite par Stilp et des habitants du coin en bois, métal, verre et fibre de verre[7],[8].
- Deer Isle, Maine : petite réplique
- Duluth, Minnesota : petite réplique sur le côté occidental du Duluth Entertainment Convention Center. Offerte à la ville par des descendants de Bartholdi résidant à Duluth et Bozeman.
- El Monte, Californie : petite réplique devant l'hôtel de ville.
- Fairfield, Iowa : réplique à côté de la cour de justice du comté de Jefferson.
- Fargo, Dakota du Nord : réplique à l'angle de Main Avenue et 2d Street, au débouché du Main Avenue bridge.
- Fayetteville, Arkansas : réplique devant le Washington Regional Medical Center.
- Forney, Texas : petite réplique sur l'U.S. Route 80.
- Las Vegas, Nevada :
  - Réplique à moitié à l'entrée de l'hôtel New York-New York[9],[10],[11]. En 2011, les services postaux américains annoncent que trois milliards de timbres incorrectement basés sur une photographie de cette réplique ont été imprimés[12]. En 2013, son sculpteur, Robert Davidson, porte plainte contre le gouvernement américain[13]
  - Petite réplique sur West Sahara Avenue. Le piédestal heberge à une époque une entreprise locale, Statue of Liberty Pizza. Actuellement, elle sert de publicité pour Liberty Tax Service, une société de gestion d'impôts.
- Lebanon, Tennessee : petite réplique de 2 m près de l'angle sud-ouest du carrefour entre East Main Street et South College Street.
- McRae, Géorgie : réplique au 1/12e dans le Liberty Square.
- Medford, Oregon : petite réplique près de l'hôtel de ville.
- Milwaukie, Oregon : réplique au 1/6e (environ 15 m, piédestal compris) sur le parking d'un centre commercial, au 4255 SE Roethe Rd[14].
- Neenah, Wisconsin : petite réplique en centre-ville.
- New York, New York :
  - Réplique au 667 Madison Avenue, Manhattan, inaugurée le 21 octobre 2011. Son propriétaire, le milliardaire Leonard N. Stern, l'achète après en avoir entendu parler dans les nouvelles locales. Il s'agit de l'une des 12 moulages du moule original de Auguste Bartholdi et le seul actuellement présenté au public. La statue mesure 2,7 m (4,5 m avec le piédestal[15]).
  - Réplique de 9 m présente sur 43 West 64th Street au sommet de Liberty Warehouse de 1902 à 2002[5]. En février 2002, la statue est enlevée par les propriétaires afin d'agrandir le bâtiment ; elle est donnée au Brooklyn Museum of Art qui l'installe dans son jardin de sculptures en 2005.
  - Réplique en bronze au Metropolitan Museum of Art[16].
  - Petite réplique au 161 St and River Avenue, sur le toit d'un bâtiment.
- Orlando, Floride : réplique sur Orange Avenue
- Seattle, Washington : Alki Beach
- Sioux City, Iowa : devant l'ancien auditorium.
- Sioux Falls, Dakota du Sud : réplique en bronze de 2,7 m dans McKennan Park.
- South Bend, Indiana : petite réplique devant la cour de justice du comté de Joseph.
- Topeka, Kansas : réplique dans le capitole.
- Vestavia Hills, Alabama : réplique de 11 m en bronze, moulée en 1956 par la fonderie française Antoine Durenne, afin d'être placée en 1958 au sommet du bâtiment de la Liberty National Life Insurance Company à Birmingham[5]. Elle est déplacée sur un piédestal de 18 m en granite près de l'Interstate 459 en 1989[17],[18].
- Waukegan, Illinois : petite réplique dans l'hôtel de ville.
- Webster, Massachusetts : réplique sur le bord du Chargoggagoggmanchauggagoggchaubunagungamaugg[19].
- Wilmington, Caroline du Nord : réplique devant l'hôtel de ville.

La France offre en 2021 aux États-Unis une deuxième statue de la Liberté, celle-ci de 2,83 mètres, en bronze, qui se trouvait jusque là dans le square du musée des Arts et Métiers (Paris). Livrée à New-York, elle est d'abord installée à Ellis Island entre les 1er et 6 juillet, donc présente le 4 pour le Jour de l'Indépendance, puis est transférée le 14, pour la Fête nationale française, à Washington, dans les jardins de la résidence de l'ambassadeur de France,, où elle doit rester une décennie ; il s'agit en effet d'un prêt du musée des Arts et Métiers. Ce cadeau diplomatique vise à renouveler le geste diplomatique de la France ayant eu lieu un siècle et demi plus tôt et à renforcer ses liens avec la nouvelle administration Biden.

### Mexique
- Palizada, Campeche

### Pérou
- Lima : le casino « New York » du district de Jesús María (es) possède une petite réplique dans l'entrée principale. Le casino est conçu sur le thème de l'État de New York et des États-Unis.

## Asie

### Chine
- Canton : réplique au sommet du monument au 72 martyrs de Huanghuagang, reconstruite en 1981.
- Pékin : durant les manifestations de la place Tian'anmen en 1989, les manifestants exhibent une statue de 10 m baptisée Déesse de la Démocratie fortement inspirée de la statue de la Liberté. Le sculpteur, Tsao Tsing-yuan, la rend intentionnellement dissimilaire pour éviter qu'elle soit « trop ouvertement pro-américaine ».
- Shenzhen : réplique dans le parc Window of the World.

### Inde
Bombay : petite réplique dans le parc Vardhaman Fantasy.

### Israël
- Arraba : réplique de 4,5 m
- Jérusalem : réplique abstraite.

### Japon
- Ishinomaki : réplique endommagée par le tsunami de 2011
- Osaka : réplique dans le quartier commercial Amerikamura.
- Shimoda (en) : réplique près de la ville ; la ville héberge une base américaine.
- Tokyo : réplique sur les bords de la baie de Tokyo, dans le quartier d'Odaiba.

### Philippines
- Baguio : petite réplique sur la base aérienne John Hay (en), une ancienne base militaire américaine.

### Viêt Nam
- Hanoï : réplique érigée par les autorités coloniales françaises de 1887 à 1945, connue sous le nom de Tượng bà đầm xòe (vi) (statue de madame Saux)[24]. Après la perte de contrôle de l'Indochine française par les Français, la statue est renversée le 1er août 1945, en même temps que d'autres statues érigées par les autorités françaises.
- Hanoi - Monument De La Justice

## Europe

### Allemagne
- Heide-Park, Basse-Saxe : le parc d'attractions possède une réplique de 35 m, trônant au milieu d'un lac sur lequel naviguent des bateaux à vapeur du Mississippi. Elle pèse 28 tonnes, est réalisée en plastique sur une structure d'acier recouverte de polyester et est conçue par l'artiste néerlandais Gerla Spee[25].

### Autriche
- Minimundus, Carinthie : réplique dans le parc de miniatures.

### Danemark

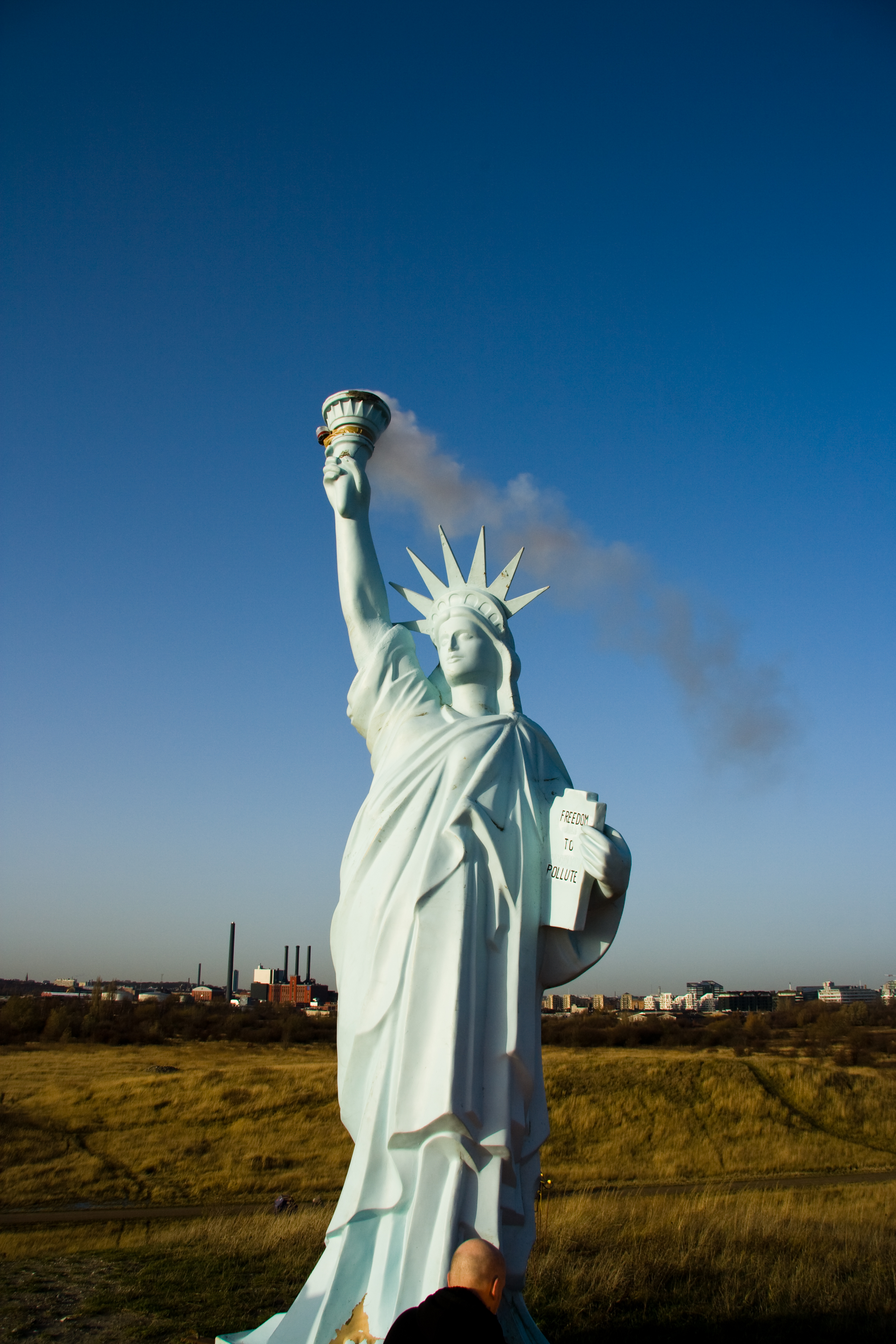
Copie de la statue de la liberté; la fumée symbolise le droit de polluer.

Une réplique de la statue de la liberté de 28 pieds réalisée par Jens Galschiot en 2002 a été exposée sur la place Kongens Nytorv à Copenhague mais a été interdite par la municipalité. Elle est devenue une icone lors des COP sur le climat.

### Espagne
- Cadaqués, Catalogne : la ville la plus orientale d'Espagne possède depuis 1995 une réplique, d'après un croquis de Salvador Dalí. Dalí, fasciné par l'œuvre de Bartholdi, en réalise un croquis à l'encre de chine en 1974, en y apportant quelques modifications : elle brandit deux flambeaux tendus vers le ciel. En 1994, John Peter Moore (de), ancien secrétaire de Dalí, décide d'exécuter la sculpture. Il en confie la réalisation à l'atelier d'architecture de Bologne, Italie, proposant un mélange de l'œuvre dalinienne (pour le bras gauche) et de l'original de Bartholdi (pour le bras droit). Haute de 7 m, elle est dévoilée fin 1994 sur le parvis de la gare de Perpignan, lieu que l'artiste espagnol considérait comme le « centre du monde », puis fait une étape sur les Champs-Élysées à Paris avant d'être installée à Cadaqués.
- Cenicero, La Rioja : réplique en bronze de 1,23 m, érigée en 1897 en l'honneur des combattants locaux de la Première Guerre carliste. Elle est retirée en 1936 sous la dictature franquiste, puis restaurée en 1976.
- Lloret de Mar : réplique de la statue de la Liberté sur un Burger King.
- Barcelone : réplique de la statue de la Liberté en bronze dans la bibliothèque publique Arús.

### France
- Paris :

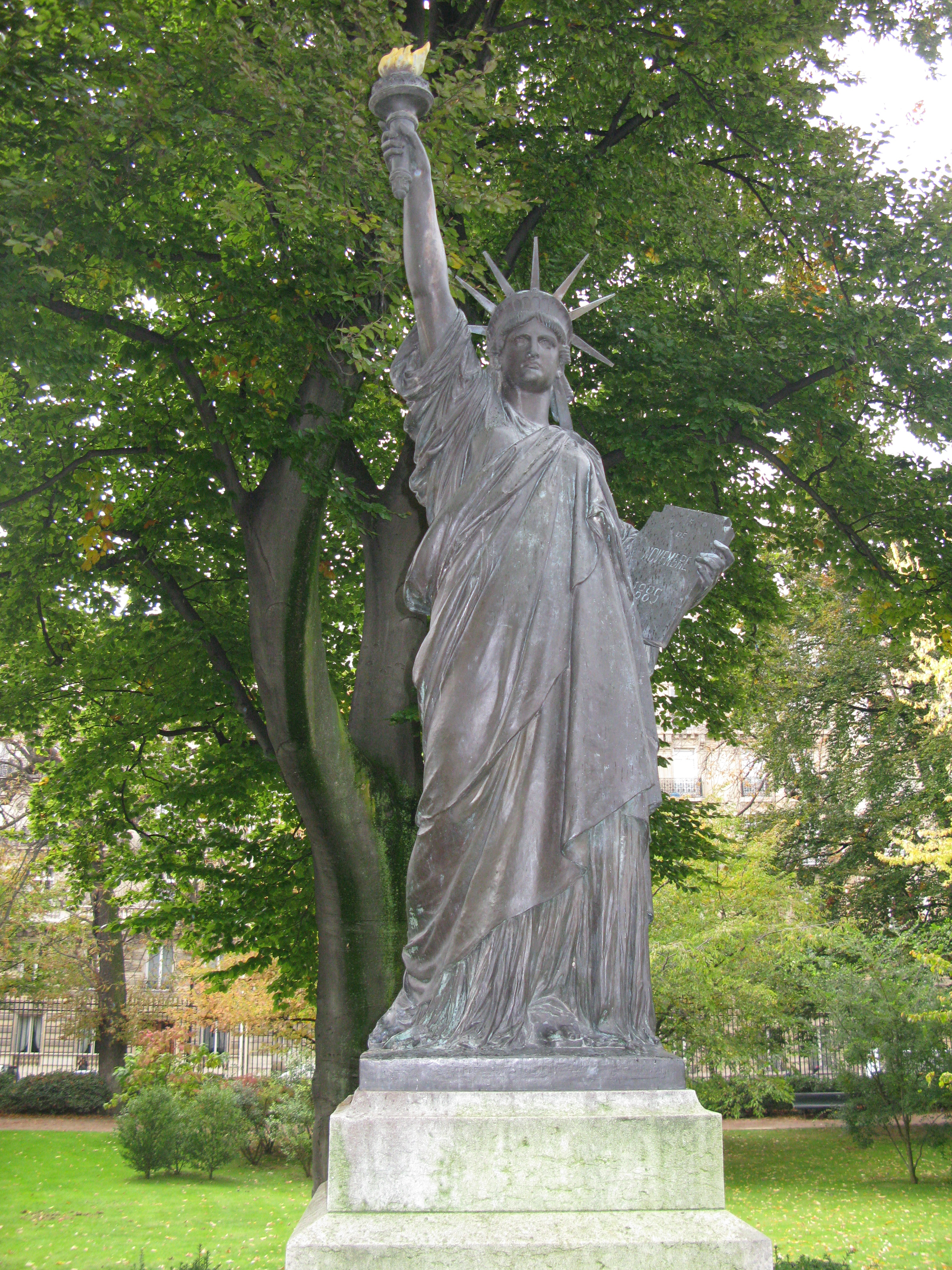
La statue du jardin du Luxembourg.

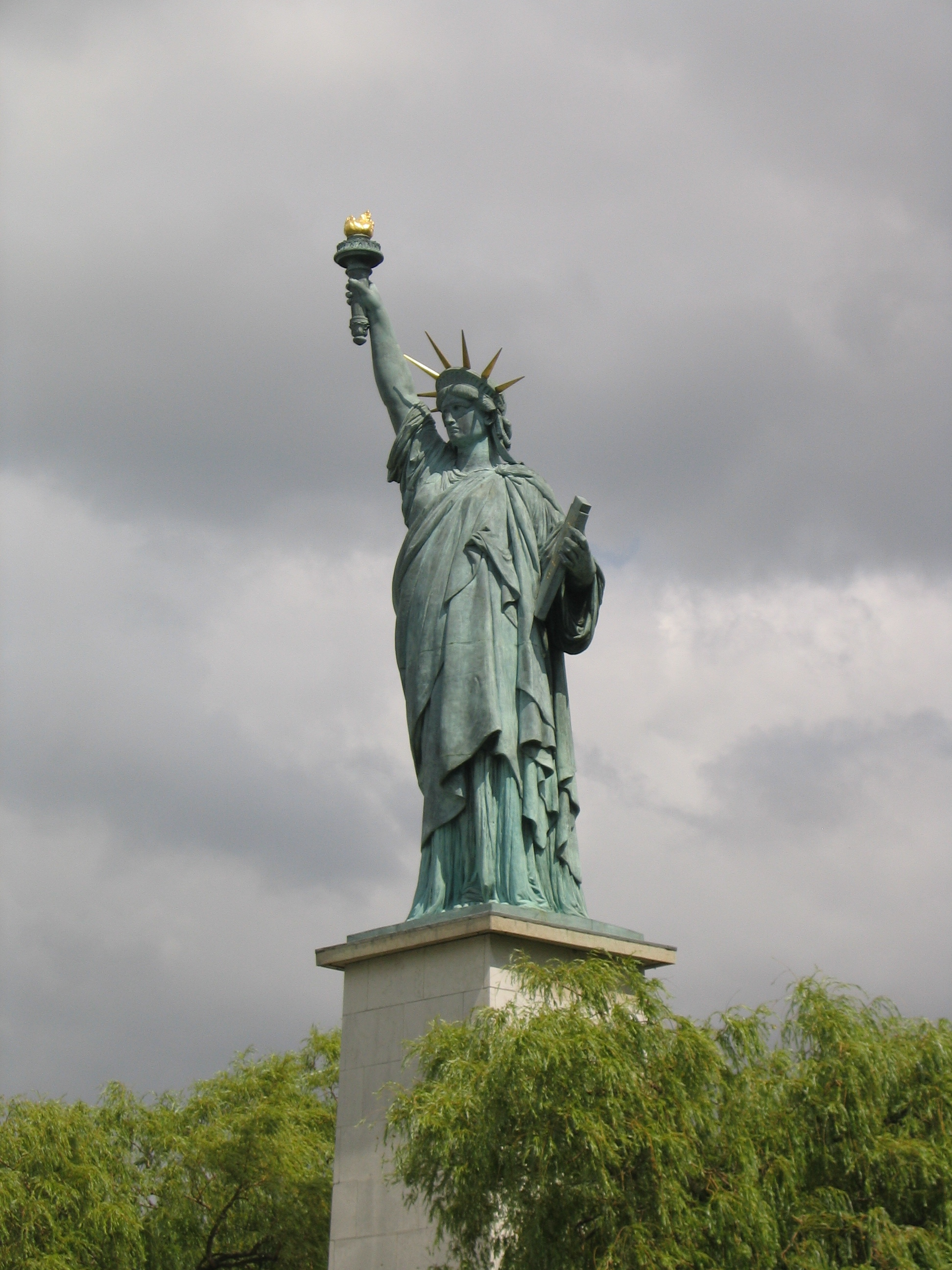
Statue de la Liberté du pont de Grenelle, à Paris (France).

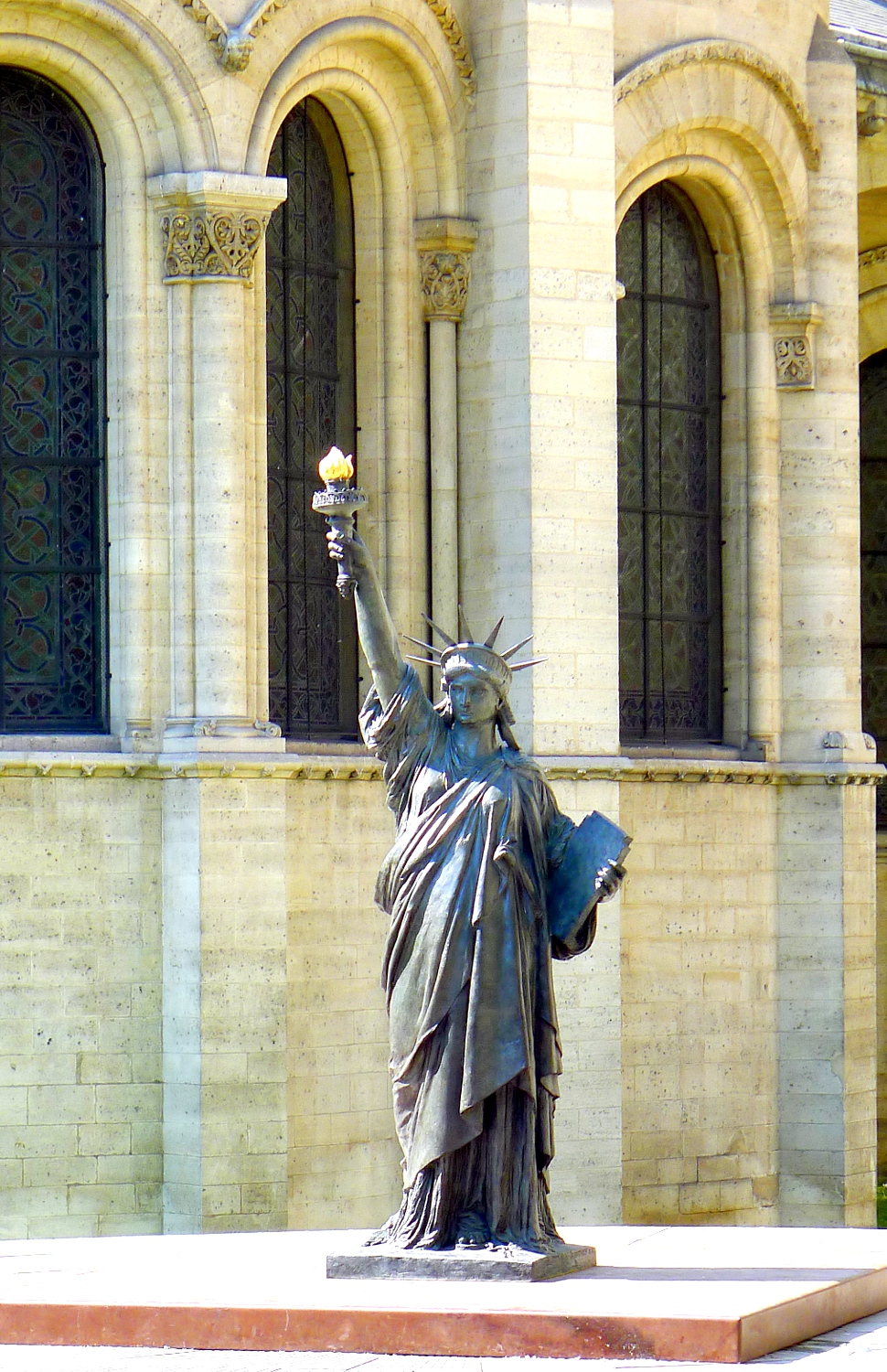
La statue du square du Général-Morin, Paris.

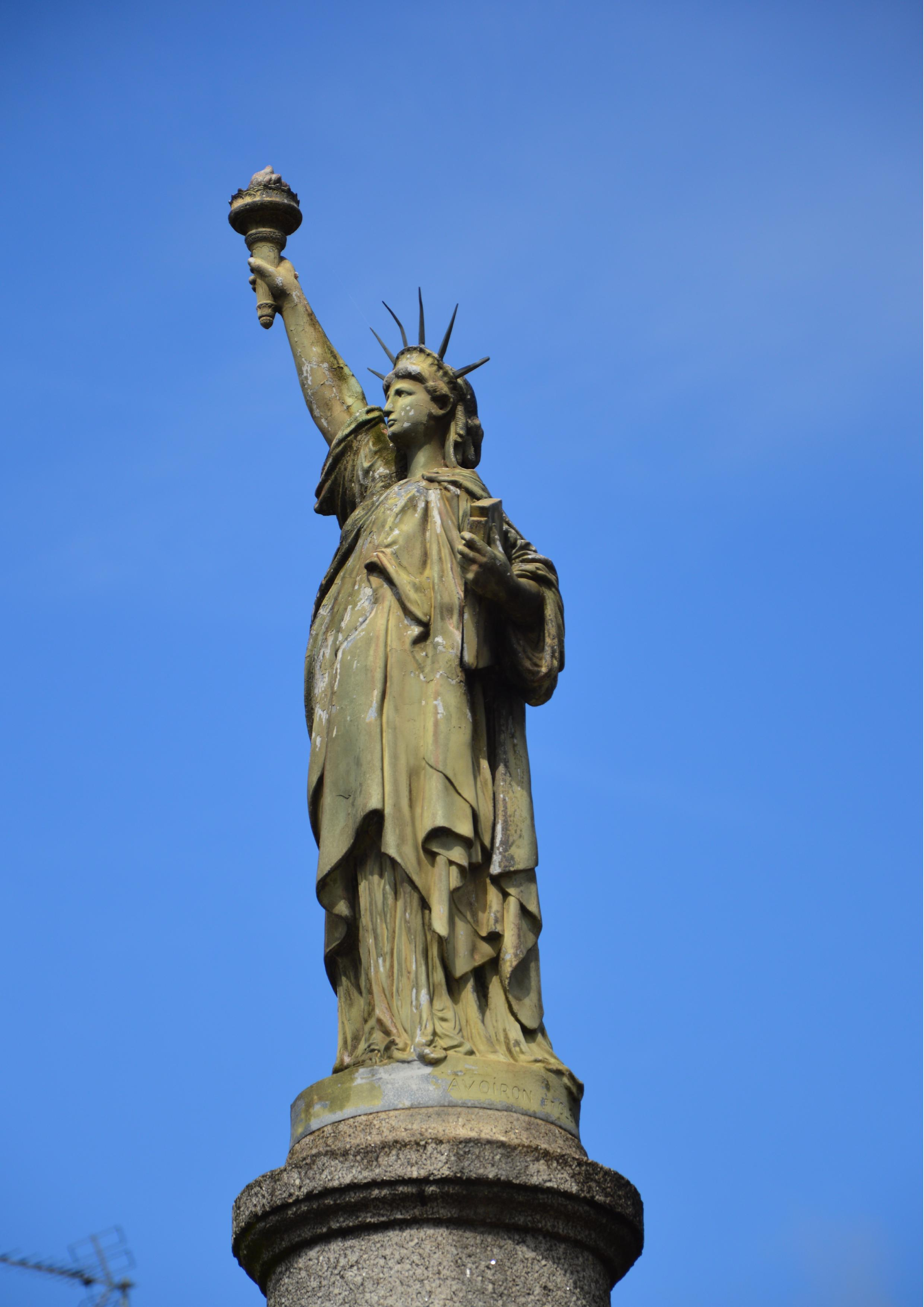
La statue de Cléguérec.

  - La statue de la Liberté est l'un des monuments les plus célèbres au monde mais, avant de commencer ce titanesque ouvrage sur la butte Montmartre de Paris, son sculpteur, le Français Auguste Bartholdi, avait d'abord façonné un premier projet de 286 cm, puis une maquette en plâtre de taille originale (achevé en 1878). L'artiste utilise ce modèle en plâtre pour réaliser les agrandissements qui deviendront la statue de l'île aux cygnes[27] et celle de New York[28],[29],[30]. Ce plâtre original fut légué par la veuve de l'artiste en 1907, avec le fonds de l'atelier de Bartholdi[31] ; il se trouve au musée des Arts et Métiers à Paris[32].
  - À partir de la maquette d'origine en plâtre, un premier modèle de même taille est coulé en bronze. Auguste Bartholdi offre ce premier modèle au musée du Luxembourg en 1900. Puis, la statue est installée dans le jardin du Luxembourg (48° 50′ 46,9746″ N, 2° 19′ 59,361″ E) en 1906. Sa tablette porte l'indication « 15 de novembre 1889 » (date d'inauguration de la statue située sur l'île aux Cygnes). Depuis 2012, en raison du vol de la torche et de sa dégradation générale, elle est exposée au musée d'Orsay. La statue originale est remplacée l'année suivante par une copie dans le jardin du Luxembourg[33].
  - En 1885[30], une autre réplique, d'un agrandissement de quatre (11,50 mètres et 14 tonnes), est coulée en bronze par la célèbre fonderie Thiébaut frères[34],[35],[36]. Cette statue fut offerte à la France par le Comité des Américains de Paris[30] à l'occasion du centenaire de la Révolution. Présentée le 13 mai 1885 place des États-Unis, elle est placée à l'extrémité aval de l'île aux Cygnes à la hauteur du pont de Grenelle, à proximité de l'endroit où se tenait l'atelier de Bartholdi[30]. On peut lire sur sa tablette « IV Juillet 1776 = XIV Juillet 1789 ». Elle fut inaugurée par le président Carnot le 4 juillet 1889[37], trois ans après la statue new-yorkaise, en présence de son créateur. Elle avait été orientée vers l'est afin d'éviter au président de devoir l'inaugurer en barque et de dévoiler une statue tournant le dos à l’Élysée, bien que Bartholdi eût demandé expressément qu'on la dirigeât plutôt en direction de New York[38],[39]. Ceci fut fait en 1937, lors de l'Exposition universelle, dont l'île abritait le Centre des colonies[40].
  - Devant l'hôtel Novotel du 15e arrondissement (sur la dalle de Beaugrenelle) trône une autre copie.
  - Une minuscule réplique de la statue est intégrée à la sculpture Le Centaure de César, place Michel-Debré[33].
  - La réplique à l'échelle de la flamme de la statue, la Flamme de la Liberté, se trouve place de l'Alma (8e et 16e arrondissements) depuis 1989. Offerte par les États-Unis à la ville de Paris grâce à une souscription lancée par l’International Herald Tribune à l’occasion de son centenaire en 1987, elle a été réalisée par deux entreprises françaises ayant participé à la restauration de la statue située à New York entre 1985 et 1986[39]. Elle est devenue mondialement connue en devenant le lieu de recueillement en mémoire de Diana Spencer, princesse de Galles, décédée en août 1997 dans un accident de voiture survenu dans le tunnel de l'Alma qui passe sous le monument.
  - Dans le jardin d'entrée du musée des Arts et Métiers, square du Général-Morin à Paris, se trouve à partir de 2010 un bronze exécuté à partir du plâtre original de Bartholdi de 2,83 m de hauteur, numéro 1 d'un tirage original de 12, réalisé par le musée et fondu par la Fonderie Susse. La France envoie le 7 juin 2021 cette statue de la Liberté aux États-Unis pour renforcer l’amitié franco-américaine. Embarquée au port du Havre à bord du porte-conteneurs français Tosca, elle est d'abord installée à Ellis Island entre les 1er et 6 juillet, donc présente le 4 pour le Jour de l'Indépendance. La statue est ensuite exposée pendant 10 ans, à partir du 14, pour la Fête nationale française, dans les jardins de l'ambassade française à Washington[41],[42] ; il s'agit en effet d'un prêt du musée des Arts et Métiers[22].
- Aisne : à Blérancourt, le musée national de la coopération franco-américaine possède une version de petite dimension en terre-cuite. Elle est accompagnée de l'inscription suivante inscrite sur son socle : « Souvenir à M. le Comant de Saune qui a transporté en Amérique au nom de la France la statue colossale de la liberté 1885. » Contrairement à la statue de la liberté de New York qui porte la date "IV JULY MDCCLXXVI" sur la tablette, la version de Blérancourt porte sur sa tablette l'inscription 4 July 1776 en chiffres arabes[43].
- Alpes-maritimes : à Nice, sur le quai des États-Unis, une copie de taille réduite (1,35 m) pesant 80 kg est installée depuis le 1er février 2014. Cette réplique, signée Frédéric-Auguste Bartholdi, avait été acquise en 2011 par la municipalité pour la somme de 110 630 euros.
- Aveyron : à Saint-Affrique réalisée par André Debru. Érigée en 2006 pour remplacer l'originale érigée en 1889, fondue sous le régime de Vichy dans le cadre de la mobilisation des métaux non ferreux.
- Charente : à Angoulême.
- Côtes-d'Armor : à Plaintel en 1996.
- Doubs à Corcelle-Mieslot en 2018[44] ;
- Eure-et-Loir : à Saint-Martin-de-Nigelles[45]
- Gironde :
  - à Bordeaux, place Picard, en mémoire des victimes du 11 septembre 2001, ré-édition sous la forme d'un moulage en résine réalisé par les ateliers de la Réunion des musées nationaux, la statue originale, offerte à la ville par Bartholdi en 1888, ayant été fondue en 1941 par le régime de Vichy dans le cadre de la mobilisation des métaux non ferreux[46],[47].
  - Soulac-sur-Mer (inscription 15 novembre 1889, comme au jardin du Luxembourg).
- Haute-Marne : près de Chaumont, sur la base aérienne de Chaumont-Semoutiers.
- Hérault : à Lunel, une première réplique fut fondue pour « l'effort de guerre » pendant la Seconde Guerre mondiale puis fut remplacée dans les années 1990.
- Isère : à Roybon, érigée en 1906, offerte à Mathias St Romme (maire de Roybon à l'époque) par son ami Bartholdi. Avec une hauteur de 3 mètres, elle a à peu près la même taille que l'index de sa grande sœur de New-York. Elle fut coulée dans le même moule que la Statue de Buenos Aires en Argentine.
- Loire : à Saint-Étienne, depuis 1915.
- Morbihan :
  - à Cléguérec depuis le 7 décembre 1882, en l'honneur du maréchal des logis Pobeguen du 3e Spahis composant la mission Flatters défaite en Algérie en 1880. Coulée en 1875 dans le cadre d'une opération de financement du cadeau de la France aux États-Unis.Réplique de la statue de la Liberté au musée du chocolat de Colmar.
  - à Gourin

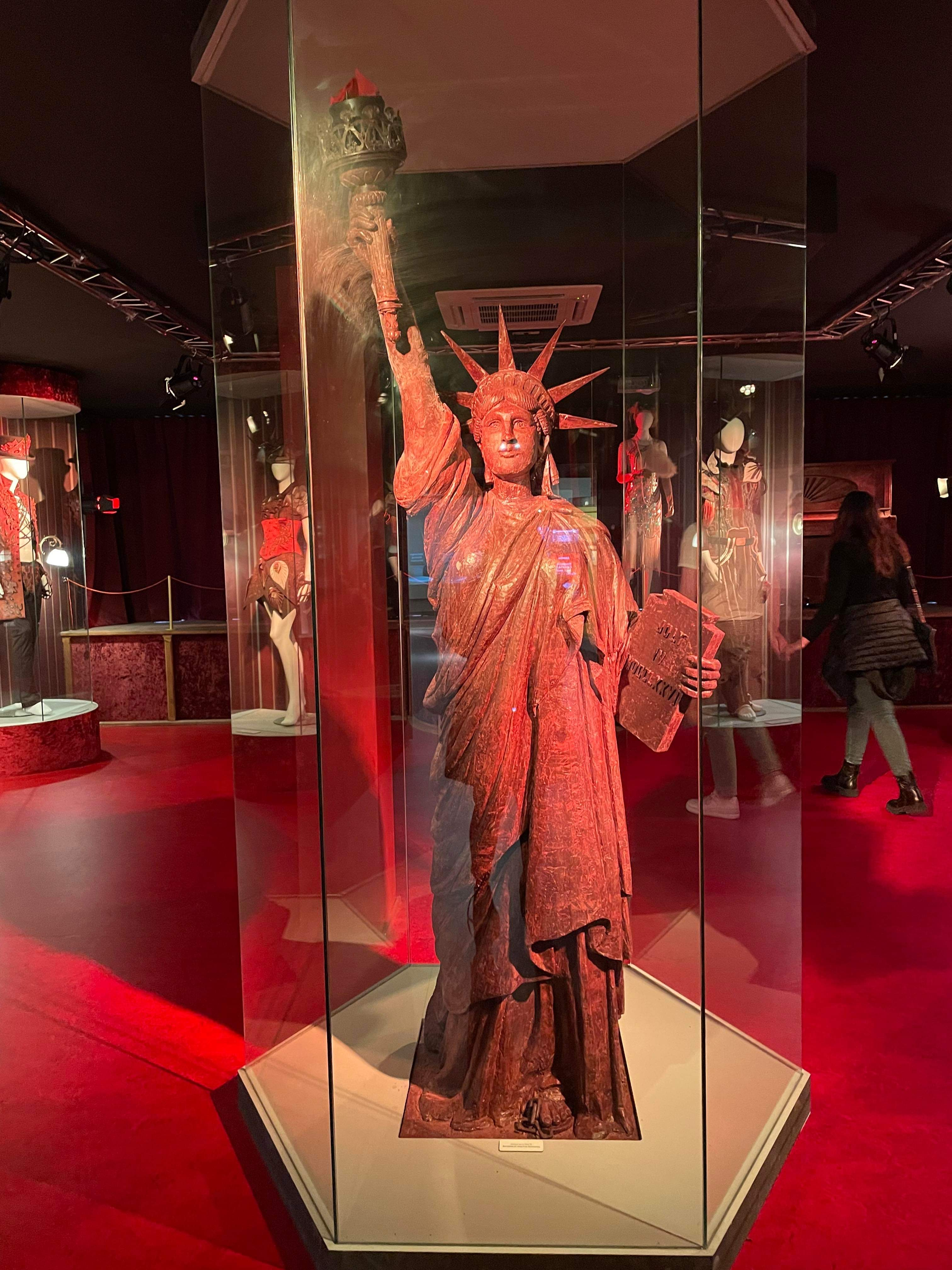
Réplique de la statue de la Liberté au musée du chocolat de Colmar.

  - à Ploeren, au bord de la nationale 165 en direction de Lorient
- Nièvre : à Varennes-Vauzelles Devant l’« Europe Hôtel »
- Pas-de-Calais : à Cambrin . Érigée en 1920 en hommage aux morts de la Première Guerre mondiale.
- Haut-Rhin :
  - à Colmar, ville où est né Bartholdi : la statue de Bartholdi figure le sculpteur présentant une maquette (de 30 cm de haut) de son œuvre la plus connue.
  - La plus récente, haute d'environ 12 mètres, inaugurée le 4 juillet 2004, est située à l'entrée nord de Colmar. Elle célèbre le centenaire de la mort du sculpteur. Depuis 2015, elle sert plusieurs fois de support de soutien à la liberté (attentat contre Charlie Hebdo, guerre en Ukraine)[réf. nécessaire]
- Saône-et-Loire : à Saint-Vallier, dans un jardin privé, au 150, rue Jean Baptiste Philippon.
- Seine-Maritime :
  - à Barentin ; cette copie en polyester de 13,5 m et d'un poids de 3 500 kg est la célèbre statue du film Le Cerveau de Gérard Oury en 1969. Après avoir séjourné dans les locaux de la douane de Saint-Maurice, n'ayant pas été dédouanée, elle devait être détruite. C'est grâce à l'action de Paul Belmondo (le sculpteur, père de Jean-Paul Belmondo), du maire de Barentin de l'époque, André Marie, et de Gérard Oury que cette statue fut installée le 21 août 1969 sur une place. Elle fut déplacée le 28 septembre 1973 sur le plateau de Mesnil-Roux, dominant ainsi la nouvelle extension de la ville et c'est depuis le 2 avril 1990 qu'elle se trouve au milieu d'un rond-point.
  - à Ourville-en-Caux ; réplique bleue[48], située sur un giratoire de la commune[49].
- Seine-et-Marne : à Rozay-en-Brie, une statue est surnommée « statue de la Liberté » car elle porte un flambeau mais ce n'est pas une réplique de la statue de New-York : elle tient la torche dans l'autre main (à gauche), et ne porte pas la couronne. Il s'agit en fait d'une statue de la République[50].
- Tarn : à Albi.
- Var : à Saint-Cyr-sur-Mer, une réplique en fonte de 2,5 m de hauteur est située sur la place Portalis. Elle a été dorée à la fin du XXe siècle. Elle tient un livre dont la date inscrite est incomplète ("19" au lieu de "1989").
- Vienne : à Poitiers, une réplique se trouve place de la Liberté. Elle fut inaugurée le 14 juillet 1903, en l'honneur du général Jean Baptiste Breton.
- Haute-Vienne : à Châteauneuf-la-Forêt.

### Irlande
- Mulnamina More, comté de Donegal

### Kosovo
- Pristina : réplique au sommet de l'hôtel Victory[51]

### Norvège
- Bleik, Nordland : réplique sur la façade d'un pub[52],[53].
- Visnes (en), Rogaland : réplique dans le village, d'où provient le cuivre utilisé dans la statue originale[54]

### Royaume-Uni
- Leicester, Angleterre : réplique des années 1920, de 5 m et 9 t au sommet de l'usine Liberty Shoes jusqu'en 2002, lors de la démolition du bâtiment ; la statue est alors stockée en attendant la reconstruction de l'édifice. Elle s'avère trop lourde pour la nouvelle usine et est placée en 2008 à proximité, sur le rond-point Swan Gyratory[55].

### Ukraine
- Lviv : réplique assise sur le dôme du 15 Prospekt Svobody, bâti par l'architecte Iouri Zakharevitch et décoré par le sculpteur Leandro Marconi entre 1874 et 1891.

## Océanie

### Australie
- Adélaïde, Australie-Méridionale : réplique de 10 m dans le complexe commercial Westfield Marion.